# Halley Lino de Souza
Halley Lino de Souza (Rio Grande, 22 de janeiro de 1976), conhecido politicamente como Halley, é um advogado e político brasileiro filiado ao Partido dos Trabalhadores (PT).

## Biografia
Nascido na cidade de Rio Grande em 1976, Halley Lino de Souza é advogado de formação, com atuação em Direito Trabalhista.

## Carreira política
Halley possui um histórico de militância no Partido dos Trabalhadores em sua cidade natal, Rio Grande. Nas eleições estaduais de 2022, concorreu a uma vaga na Assembleia Legislativa do Rio Grande do Sul, obtendo 36.150 votos pela federação partidária Brasil da Esperança (PT-PCdoB-PV). Com essa votação, ficou como primeiro suplente da federação.
Em 2024, foi confirmado como pré-candidato do PT à prefeitura de Rio Grande, formando chapa com Paulo Renato Gomes (PSB) como vice.

### Deputado estadual
Halley Lino de Souza assumiu efetivamente o mandato de deputado estadual na Assembleia Legislativa do Rio Grande do Sul em 18 de dezembro de 2024. Sua posse ocorreu em virtude da renúncia do deputado titular Luiz Fernando Mainardi (PT), que havia sido eleito prefeito de Bagé nas eleições municipais de 2024.
Em seu discurso de posse, Halley reforçou seu compromisso com a região Sul do estado, de onde é originário.

#### Atuação parlamentar
Embora tenha assumido o mandato no final de 2024, Halley iniciou sua atuação parlamentar focando em pautas relevantes para sua região e para o estado. Entre suas primeiras ações e áreas de interesse destacam-se a defesa da Portos RS, a autoridade portuária estadual, considerada estratégica para a economia local, e a luta pela nomeação de professores concursados no estado, tendo proposto e participado de audiência pública sobre o tema na Comissão de Educação da Assembleia.